# بخش سیچیوفسکی
بخش سیچیوفسکی (به لاتین: Sychyovsky District) یک منطقهٔ مسکونی در روسیه است که در استان اسمولنسک واقع شده‌است.